# Grodzisk (województwo lubuskie)
Grodzisk (niem. Freiberg) – wieś w Polsce położona w województwie lubuskim, w powiecie sulęcińskim, w gminie Słońsk.
W 1946 roku miejscowość została włączona do województwa poznańskiego na terenie powojennej Polski. W latach 1975–1998 miejscowość administracyjnie należała do województwa gorzowskiego.